# Camille Lhérisson
Pour les articles homonymes, voir Lhérisson.
Camille Lhérisson, né au début du XXe siècle à Port-au-Prince et mort le 31 décembre 1965 à New York, est un médecin, philosophe et homme politique haïtien. Il a été ministre de l'Éducation Nationale  et ministre de la Santé Publique de la République d'Haiti du 6 décembre 1950 au 5 mai 1951 sous la présidence de Paul Magloire.

## Biographie
La date de naissance est incertaine. Selon le livre Caribbean Writer, Camille Lhérisson naît le 10 avril 1901 à Port-au-Prince, selon le New York Times, il a soixante deux ans en décembre 1965.
Camille Lhérisson préside la Société haïtienne d'études scientifiques.
Médecin et chercheur il publie régulièrement le résultat de ses travaux dans la presse scientifique mais c'est le domaine des lettres et de la philosophie qui le passionnent. Durant les années 1930 à 56 il publie ou participe à l'écriture de plusieurs essais de philosophie et de phénoménologie.
En 1943 il traduit six conférences du philosophe africain américain Alain Leroy Locke invité à Port-au-Prince pour exposer ses travaux qui contribuent à l'émergence d'une "pensée noire". La traduction de ces conférences écrites en anglais par Locke et traduites en français par Camille Lhérisson et son épouse Rolande Héraux seront publiées sous le titre "Le Rôle du Nègre dans la Culture des Amériques"
En 1944, il organise, avec le philosophe Jacques Maritain, le 1er Congrès Inter américain de Philosophie consacré aux problèmes de la Connaissance du 24 au 30 septembre 1944. (conférenciers : entre autres Lucien Hibbert, Hector Paultre, Cornelius Krusé, Aimé Césaire, Roger Bastide, Jacques Maritain, Charles De Koninck).
Il est ministre de l'Éducation Nationale du 6 décembre 1950 au 5 mai 1951.
Il crée en 1951 une école de garçons au Cap-Haitien baptisée Anténor Firmin.
Camille Lhérisson était partisan de Louis Déjoie lors des élections de 1957. En juin 1957, un coup d'État militaire renverse Daniel Fignolé. Ses partisans, les fignolistes, se sont soulevés et ont été durement réprimés par l'armée. Lhérisson a mené sa propre enquête sur le massacre des fignolistes, il s'est rendu dans les bidonvilles, a parlé aux survivants et a fait son bilan des morts. Lhérisson a conclu que l'armée haïtienne, lourdement armée de mitrailleuses, avait tué 1 000 civils partisans de Fignolé. Lhérisson a ajouté qu'ils ont été enterrés dans deux fosses communes à Port-au-Prince. selon Lhérisson, de nombreuses victimes avaient peur de demander de l'aide médicale et au moment où lui et d'autres médecins sont arrivés, les victimes étaient décédées des suites d'une perte de sang,.
À New York il vit au 524 Wales Avenue, dans le Bronx.
Camille Lhérisson meurt le 31 décembre 1965 dans un hôpital de New York après une longue maladie.

## Publications
- 1930 : (en) Experimental Culture and Reactions of Paramecium
- 1933 : La réaction de Hinton avec Geneviève O. Stuart[13], dans Presse médicale
- 1935 : Camille Lhérisson, « Diseases of the Peasants of Haïti », American Journal of Public Health and the Nations Health, vol. 25, no 8, août 1935, p. 924–929  (ISSN 0002-9572), PMID 18014270, PMC 1559285
- 1949 : Lhérisson, Camille. “De La Responsabilité Des Élites.” Philosophy and Phenomenological Research, vol. 9, no. 3, 1949, pp. 487–495. JSTOR:2104056.
- 1949 : Lhérisson, C. (1949). De la Responsabilité des Élites. Philosophy and Phenomenological Research, 9(3), 487-495. DOI 10.2307/2104056